# Distretto di Manfredonia
Il distretto di Manfredonia fu una circoscrizione amministrativa di secondo livello del Regno di Napoli. Subordinato alla provincia di Capitanata, il distretto, con capoluogo nella città di Manfredonia, ebbe breve durata, poiché, istituito nel 1806, con la legge 132 Sulla divisione ed amministrazione delle province del Regno, varata l'8 agosto di quell'anno da Giuseppe Bonaparte, fu soppresso nel 1811, con decreto 922 del 4 maggio, a firma di Gioacchino Murat. La soppressione di questa circoscrizione rientrava nell'ambito di una riorganizzazione amministrativa e territoriale della provincia, che portò il territorio del distretto di Manfredonia ad essere accorpato, per una parte, al nuovo distretto di San Severo e, per la restante parte, al distretto di Foggia.

## Descrizione
Il distretto di Manfredonia, infatti, si componeva di otto circondari – circoscrizioni territoriali per l'amministrazione della giustizia, formate da uno o più comuni o casali – che, in seguito alla soppressione del distretto manfredoniano, furono ridistribuiti tra il distretto foggiano, che ne acquisì tre, e quello sanseverese, che ne guadagnò cinque. Gli otto circondari erano:
- Circondario di Manfredonia
- Circondario di Monte Sant'Angelo
- Circondario di Vieste
- Circondario di San Severo
- Circondario di Cagnano
- Circondario di San Marco in Lamis
- Circondario di San Nicandro
- Circondario di Vico

I circondari di Manfredonia, Monte Sant'Angelo e Vieste confluirono nel distretto di Foggia, mentre i circondari di San Severo, Cagnano, San Marco in Lamis, San Nicandro e Vico confluirono nel distretto di San Severo.